# 雁北师范学院
雁北师范学院是一所已不存在的中国师范院校。学校成立于1959年7月，2006年3月与另外三所学校合并组建山西大同大学。

## 历史
雁北师范学院的前身晋北师专成立于1959年7月，系由大同师范专科学校与忻县区师范专科学校合并而成。忻县区师范专科学校成立于1958年6月。1957年，一机部汽车工业管理局干部学校（简称“汽干校”）自河南洛阳迁至山西大同，大跃进中汽干校的教工、设施移交地方，成立了大同师范专科学校。1958年10月，大同师范专科学校与大同师范学校合并组建大同师范学院。1959年夏，大同师范学院撤销，重新分出大同师范学校，大同师范专科学校与忻县师专合并，迁至朔县神头镇办学。
1962年，晋北师专被撤销，改办为神头中学。1976年，学校恢复为师专，改名“山西省雁北师范专科学校”（雁北师专），隶属雁北地区。1984年1月，学校收归山西省教委。这一年的7月，学校在大同市御河以东觅址新建校区。1986年夏，学校由朔县神头搬到了大同。
1988年起，雁北师专开始在山西省内招收本科生。1993年，学校升格为“雁北师范学院”，成为本、专科并存的师范学院。2002年7月，山西大同大学开始筹建。2006年3月，雁北师范学院、大同医学专科学校、大同职业技术学院、山西工业职业技术学院合并成立山西大同大学，原雁北师范学院所在地成为山西大同大学的主校区。